# توموه کاتو
توموه کاتو (انگلیسی: Tomoe Kato؛ زادهٔ ۲۷ مهٔ ۱۹۷۸) بازیکن فوتبال اهل ژاپن است که در تیم ملی فوتبال زنان ژاپن نیز بازی کرده‌است.